# Ву, Мишель
Мишель Ву (англ. Michelle Wu; род. 14 января 1985, Чикаго, Иллинойс) — американский политик, представляющий Демократическую партию. Мэр Бостона.

## Биография
Родилась в Чикаго 14 января 1985 года, дочь тайваньских эмигрантов. Училась в старшей средней школе Баррингтона (штат Иллинойс), после окончания школы была выбрана президентским стипендиатом от Иллинойса. В 2007 году окончила Гарвард-колледж, после чего на два года вернулась в родной город для ухода за больной матерью. В 2012 году окончила Гарвардскую школу права.
С 2014 по 2021 год являлась членом городского совета Бостона, с 2016 года — председатель совета. В 2021 году была избрана мэром Бостона, сменив Марти Уолша. Стала первой женщиной, выбранной на эту должность, при этом её соперницей на выборах также была женщина — Аннисса Эссаиби Джордж.
Считается представителем прогрессивного (левого) крыла Демократической партии.
Замужем за Конором Певарски, двое детей.